# Constantin Deaconescu
Constantin Deaconescu (* 20. April 2006) ist ein rumänischer Leichtathlet, der im Mittel- und Langstreckenlauf an den Start geht.

## Sportliche Laufbahn
Erste internationale Erfahrungen sammelte Constantin Deaconescu im Jahr 2025, als er bei den U20-Balkan-Hallenmeisterschaften in Sofia in 3:55,32 min die Silbermedaille im 1500-Meter-Lauf gewann. Eine Woche später belegte er bei den Balkan-Hallenmeisterschaften in Belgrad in 3:56,61 min den siebten Platz und gewann mit der rumänischen 4-mal-400-Meter-Staffel in 3:27,18 min die Bronzemedaille hinter den Teams aus der Türkei und Slowenien. Im Juli gewann er bei den U20-Balkan-Meisterschaften in Craiova in 3:56,35 min die Bronzemedaille über 1500 Meter.
2024 wurde Deaconescu rumänischer Hallenmeister im 1500-Meter-Lauf.

## Persönliche Bestleistungen
- 1500 Meter: 3:48,60 min, 18. Mai 2024 in Craiova
  - 1500 Meter (Halle): 3:53,25 min, 1. Februar 2025 in Bukarest